# Colombia en la clasificación de Conmebol para la Copa Mundial de Fútbol de 1994
La Selección de Colombia es una de las diez selecciones de fútbol que participaron en la Clasificación de Conmebol para la Copa Mundial de Fútbol de 1994, en la que se definieron los representantes de Conmebol para la Copa Mundial de Fútbol de 1994, que se desarrolló en Estados Unidos. 
La etapa preliminar —también denominada eliminatorias— se jugó en América del Sur, desde el 1 de agosto de 1993 y finalizó el 19 de septiembre de 1993. En las eliminatorias, se jugaron 6 fechas en cada grupo, con partidos de ida y vuelta.
El torneo definió cinco equipos que representaron a la Confederación Sudamericana de Fútbol en la Copa Mundial de Fútbol. Los tres mejor posicionados de cada grupo, se clasificaron directamente al mundial mientras que el segundo ubicado del grupo A, Argentina, jugó repesca intercontinental frente a Australia.

## Participante
| Selección de fútbol de Colombia |                                        |                    |
| Ciudad                          | Estadio                                | Entrenador         |
| Barranquilla                    | Estadio Metropolitano Roberto Meléndez | Francisco Maturana |
|                                 |                                        |                    |
| Federación Colombiana de Fútbol |                                        |                    |

### Tabla de clasificación
| Selección | Pts. | PJ | PG | PE | PP | GF | GC | Dif |
| --------- | ---- | -- | -- | -- | -- | -- | -- | --- |
| Colombia  | 10   | 6  | 4  | 2  | 0  | 13 | 2  | +11 |
| Argentina | 7    | 6  | 3  | 1  | 2  | 7  | 9  | -2  |
| Paraguay  | 6    | 6  | 1  | 4  | 1  | 6  | 7  | -1  |
| Perú      | 1    | 6  | 0  | 1  | 5  | 4  | 12 | -8  |

### Partidos

#### Primera vuelta
| Jornada   | Fecha                | Estadio                     | Racha | Local    |                     | Resultado |                      | Visitante |
| --------- | -------------------- | --------------------------- | ----- | -------- | ------------------- | --------- | -------------------- | --------- |
| Jornada 1 | 1 de agosto de 1993  | Metropolitano, Barranquilla |       | Colombia | Bandera de Colombia | 0:0       | Bandera de Paraguay  | Paraguay  |
| Jornada 2 | 8 de agosto de 1993  | Nacional del Perú, Lima     | Sí    | Perú     | Bandera de Perú     | 0:1 (0:1) | Bandera de Colombia  | Colombia  |
| Jornada 3 | 15 de agosto de 1993 | Metropolitano, Barranquilla | Sí    | Colombia | Bandera de Colombia | 2:1 (1:0) | Bandera de Argentina | Argentina |

#### Segunda vuelta
| Jornada   | Fecha                   | Estadio                        | Racha | Local     |                      | Resultado |                     | Visitante |
| --------- | ----------------------- | ------------------------------ | ----- | --------- | -------------------- | --------- | ------------------- | --------- |
| Jornada 4 | 22 de agosto de 1993    | Defensores del Chaco, Asunción |       | Paraguay  | Bandera de Paraguay  | 1:1 (0:1) | Bandera de Colombia | Colombia  |
| Jornada 5 | 29 de agosto de 1993    | Metropolitano, Barranquilla    | Sí    | Colombia  | Bandera de Colombia  | 4:0 (2:0) | Bandera de Perú     | Perú      |
| Jornada 6 | 5 de septiembre de 1993 | Monumental, Buenos Aires       | Sí    | Argentina | Bandera de Argentina | 0:5 (0:1) | Bandera de Colombia | Colombia  |

## Estadísticas

### Convocados
Listado de jugadores que participaron en las eliminatorias para la Copa Mundial 1994.
| N.º | Nombre                  | Posición      | Clubes            |
| --- | ----------------------- | ------------- | ----------------- |
|     | Óscar Córdoba           | Portero       | América de Cali   |
|     | Faryd Mondragón         | Portero       | Deportivo Cali    |
|     | José María Pazo         | Portero       | Junior            |
|     | Néstor Ortiz            | Defensa       | Once Caldas       |
|     | Diego León Osorio       | Defensa       | Atlético Nacional |
|     | Wilson Pérez            | Defensa       | América de Cali   |
|     | Andrés Escobar          | Defensa       | Atlético Nacional |
|     | Luis Carlos Perea       | Defensa       | Atlético Nacional |
|     | Alexis Mendoza          | Defensa       | Junior            |
|     | Luis Fernando Herrera   | Defensa       | Atlético Nacional |
|     | Leonel Álvarez          | Mediocampista | América de Cali   |
|     | Gabriel Jaime Gómez     | Mediocampista | Atlético Nacional |
|     | Freddy Rincón           | Mediocampista | América de Cali   |
|     | Carlos Valderrama       | Mediocampista | Junior            |
|     | John Harold Lozano      | Mediocampista | América de Cali   |
|     | Hernán Gaviria          | Mediocampista | Atlético Nacional |
|     | Mauricio Serna          | Mediocampista | Atlético Nacional |
|     | Víctor Hugo Aristizábal | Delantero     | Atlético Nacional |
|     | Antony de Ávila         | Delantero     | América de Cali   |
|     | Iván René Valenciano    | Delantero     | Junior            |
|     | Adolfo Valencia         | Delantero     | Bayern de Múnich  |
|     | Faustino Asprilla       | Delantero     | Parma Calcio 1913 |
|     | Alexis García           | Mediocampista | Atlético Nacional |
|     | René Higuita            | Portero       | Atlético Nacional |
|     | John Jairo Tréllez      | Delantero     | Atlético Nacional |
|     | Víctor Pacheco          | Mediocampista | Junior            |
|     | Wilmer Cabrera          | Defensa       | América de Cali   |

### Goleadores
| Jugador              | Goles anotados | Asis. | PJ |   |
| Freddy Rincón        | 5              | -     | -  | - |
| Ivan René Valenciano | 2              | -     | -  | - |
| Adolfo Valencia      | 2              | -     | -  | - |
| Faustino Asprilla    | 2              | -     | -  | - |
| Alexis Mendoza       | 1              | -     | -  | - |
| Wilson Pérez         | 1              | -     | -  | - |
| -------------------- | -------------- | ----- | -- | - |

## Resultado final
| Colombia               |
| Clasificado            |
| Copa Mundial de Fútbol |
|                        |
| Tercera participación  |